# Bryan Young
Bryan Young (Ballymena, 11 giugno 1981) è un ex rugbista a 15 proveniente dall'Irlanda del Nord, nella cui selezione provinciale, l'Ulster, militò nel ruolo di pilone dal 2003 al 2011, oltre ad avere rappresentato l'Irlanda alla Coppa del Mondo di rugby 2007.

## Biografia
Cresciuto nella provincia rugbistica dell'Ulster, la rappresentò in Celtic League dal 2003 al 2011, come regolare presenza in prima linea, e vincendo il titolo nel 2006; in Nazionale irlandese debuttò durante i test match di metà anno del 2006 contro la Nuova Zelanda ad Auckland.
Fu, anche, parte della squadra irlandese alla Coppa del Mondo di rugby 2007 in Francia, sebbene mai utilizzato durante la competizione.
Nel 2011, lasciato libero dall'Ulster, fu ingaggiato in Italia dai Cavalieri di Prato, ma a causa di pregressi problemi alla schiena poté essere impiegato solo in poche occasioni fino alla decisione di rescindere il contratto a inizio 2012 e ritirarsi dall'attività.
Tornato in Irlanda del Nord, fa parte dello staff tecnico del Ballymena, suo club d'origine, con l'incarico di preparatore atletico e nutrizionista.

## Palmarès
- Celtic League: 1
Ulster: 2005-06
- Celtic Cup: 1
Ulster: 2003-04